# Viesturs Lukševics
Viesturs Lukševics (Kuldīga, 16 d'abril de 1987) és un ciclista letó, professional des del 2006. Actualment corre a les files de l'equip Rietumu Banka-Riga.

## Palmarès
- 2009
  -  Campió de Letònia en ruta sub-23
- 2020
  -  Campió de Letònia en ruta